# Euchlanis alata
Euchlanis alata is een raderdiertjessoort uit de familie Euchlanidae. De wetenschappelijke naam van deze soort is voor het eerst geldig gepubliceerd in 1912 door Voronkov.